# SN 2003ax
SN 2003ax – supernowa typu Ia odkryta 9 lutego 2003 roku w galaktyce A080835+0746. W momencie odkrycia miała maksymalną jasność 18,70m.